# Cardinal inaccessible
En mathématiques, et plus précisément en théorie des ensembles, un cardinal inaccessible est un cardinal ne pouvant être construit à partir de cardinaux plus petits à l'aide des axiomes de ZFC ; cette propriété fait qu'un cardinal inaccessible est un grand cardinal.

## Définitions
Un cardinal infini ℵα est :
- soit ℵ₀ si α = 0 ;
- soit limite (au sens faible) si α est un ordinal limite ;
- soit successeur de ℵβ si α = β + 1.

On dit qu'un ordinal α est cofinal avec un ordinal β inférieur si β a le type d'ordre d'une partie cofinale de α, c'est-à-dire s'il existe une application strictement croissante f de β dans α tel que α soit la limite de f au sens suivant : {\displaystyle \forall \gamma \in \alpha ,\exists \delta \in \beta ,\gamma \leq f(\delta )}.
On dit qu'un cardinal est régulier s'il n'est cofinal avec aucun cardinal strictement plus petit, et qu'il est singulier dans le cas contraire. Tout cardinal infini singulier est limite.
On dit qu'un cardinal infini ℵα, non dénombrable, est faiblement inaccessible s'il est régulier et limite (au sens faible ci-dessus) et qu'il est fortement inaccessible (ou simplement inaccessible) s'il est régulier et limite au sens plus fort suivant : {\displaystyle \mathrm {card} (x)<\aleph _{\alpha }\Rightarrow 2^{\mathrm {card} (x)}<\aleph _{\alpha }}. Si l'on admet l'hypothèse généralisée du continu, les deux notions se confondent.

## Modèles et cohérence

### Cardinaux fortement inaccessibles
On construit dans ZF la hiérarchie cumulative de von Neumann, Vα, α étant un ordinal, qui est une hiérarchie de tous les ensembles bien fondés, et donc de tous les ensembles en présence de l'axiome de fondation. En particulier Vα contient tous les ordinaux strictement inférieurs à α.
On montre alors dans ZF que, si κ est (fortement) inaccessible — on dira juste inaccessible dans la suite — l'ensemble Vκ, muni de l'appartenance restreinte à Vκ est un modèle de ZF. On peut ajouter l'axiome du choix : dans ZFC, on montre que Vκ est un modèle de ZFC. On a besoin de la régularité de κ pour démontrer le schéma d'axiomes de remplacement (on peut sans régularité, dans le cas des cardinaux mondains (en) singuliers κ, dont toute suite cofinale d'éléments n'est pas définissable au premier ordre dans Vκ, et ne contredit donc pas le schéma de remplacement).
On déduit de ce résultat que tout modèle U de ZFC (ou univers), ou bien ne contient pas de cardinaux inaccessibles, ou bien en contient et dans ce cas en contient un plus petit, qu'on note κ ; Vκ muni de l'appartenance de l'univers U restreinte à Vκ, qu'on note ∈Vκ, est alors un modèle de ZFC. De ce fait les cardinaux de (Vκ, ∈Vκ) en tant que modèle de ZFC sont les cardinaux de U qui appartiennent à Vκ, c'est-à-dire les cardinaux de U strictement inférieur à κ. Il est par ailleurs facile de vérifier que les cardinaux inaccessibles dans (Vκ, ∈Vκ) le seraient encore dans U, et donc que (Vκ, ∈Vκ) ne contient pas de cardinal inaccessible. D'où le résultat suivant.
Théorème. — Dans ZFC (avec axiome de fondation), supposée cohérente, on ne peut pas démontrer l'existence d'un cardinal inaccessible, c'est-à-dire que, si la théorie ZFC est cohérente, alors la théorie ZFC + « Il n'existe pas de cardinal inaccessible » est cohérente.
Cependant on a un résultat plus fort que la simple non démontrabilité de l'existence d'un cardinal inaccessible. En effet l'existence d'un cardinal inaccessible permet de démontrer l'existence d'un modèle de ZFC, c'est-à-dire la cohérence de cette théorie. Le second théorème d'incomplétude de Gödel permet d'en déduire le théorème précédent d'une façon plus détournée, mais également un résultat plus précis. Ainsi, dans la théorie ZFC + « il existe un cardinal inaccessible », on démontre des énoncés arithmétiques (comme la cohérence de la théorie ZFC exprimée en utilisant la démontrabilité) qui ne sont pas démontrables dans ZFC. A contrario, si on ajoute à ZFC l'hypothèse du continu, qui n'est pas non plus démontrable dans ZFC, on démontre les mêmes énoncés arithmétiques que dans ZFC.
On déduit également du second théorème d'incomplétude que la cohérence de la théorie ZFC + « il existe un cardinal inaccessible » n'est pas conséquence de la cohérence de la théorie ZFC, puisque sinon la théorie ZFC + « ZFC est cohérente » démontrerait sa propre cohérence. La théorie ZFC + « il existe un cardinal inaccessible » est en ce sens « plus forte » que la théorie ZFC.
Remarques :
- (Vκ, ∈Vκ) peut être modèle de ZFC sans que l'ordinal κ soit un cardinal inaccessible, comme on le déduit des caractérisations de l'inaccessibilité en termes de modèles vues plus loin.
- si κ est un cardinal inaccessible d'un univers U, les classes de (Vκ, ∈Vκ) sont, dans U, les parties de Vκ définissables par des formules avec paramètres dans Vκ et dont les quantificateurs sont restreints à Vκ. L'ensemble de ces parties est donc un modèle de la théorie des classes de von-Neumann-Bernays-Gödel.
- Pour des raisons analogues Vκ+1 est un modèle de la théorie des classes de Morse-Kelley. La cohérence de cette théorie (et celle de la théorie précédente) se démontrent donc dans la théorie ZFC + « il existe un cardinal inaccessible ».

### Cardinaux faiblement inaccessibles
On obtient essentiellement les mêmes résultats pour les cardinaux faiblement inaccessibles que pour les cardinaux inaccessibles : l'existence d'un cardinal faiblement inaccessible n'est pas démontrable et la cohérence de ZFC + « il n'existe pas de cardinal faiblement inaccessible » se déduit de la cohérence de ZFC, qui elle-même se démontre dans la théorie ZFC + « il existe un cardinal faiblement inaccessible ».
Cependant, si les démonstrations suivent la même ligne, elles reposent sur les propriétés beaucoup plus délicates à établir d'une autre construction, la hiérarchie des ensembles constructibles (Lα), définie inductivement pour tout ordinal α, et que Gödel a utilisé pour démontrer la cohérence de l'hypothèse du continu, mais aussi de l'hypothèse généralisée du continu (HGC dans la suite) et de l'axiome du choix, relativement à ZF.
La définition de la hiérarchie des Lα diffère de celle des Vα pour α successeur : Lα+1 est l'ensemble des sous-ensembles définissables de Lα avec paramètres dans Lα. La réunion (au sens intuitif) des Lα est la classe L, qui, munie de la restriction de la relation d'appartenance à L, définit un modèle de ZFC + HGC dans tout univers de ZF. Dans un tel modèle, comme il satisfait HGC, un cardinal faiblement inaccessible est inaccessible. On vérifie que L conserve les mêmes ordinaux, et que les cardinaux faiblement inaccessibles de l'univers le sont encore pour le sous-univers défini par L. Si κ est un cardinal faiblement inaccessible, Lκ définit un modèle de ZFC(+HGC).
On en déduit alors les résultats d'indépendance annoncés en début de paragraphe de la même façon qu'au paragraphe précédent.

## L'axiome des univers de Grothendieck
Beaucoup d'axiomes de grands cardinaux se généralisent sous la forme « il existe une classe propre de cardinaux ayant la propriété P », où P est une propriété de grand cardinal ; on voit aisément que cela équivaut à « pour tout cardinal α, il existe un cardinal β tel que α < β et P(β) ». Dans le cas de l'inaccessibilité, l'axiome correspondant est donc « pour tout cardinal μ, il existe un cardinal inaccessible κ tel que μ < κ » ; les arguments précédents montrent qu'il s'agit là d'un axiome beaucoup plus fort que la simple existence d'un seul cardinal inaccessible. En supposant ZFC, cet axiome est équivalent à l'axiome des univers de Grothendieck et Verdier : tout ensemble est contenu dans un univers de Grothendieck, c'est-à-dire dans un ensemble « stable » pour les opérations ensemblistes usuelles. La théorie formée des axiomes de ZFC et de l'axiome des univers est notée ZFCU ; ce système axiomatique est utile en particulier en théorie des catégories, où il permet de montrer, par exemple, que toute catégorie localement petite possède un plongement de Yoneda. Cet axiome reste cependant relativement faible (en tant qu'axiome de grand cardinal), puisque dans le langage de la section suivante, il revient à dire que ∞ est 1-inaccessible, où ∞ désigne le plus petit ordinal non dans V, c'est-à-dire la classe de tous les ordinaux du modèle V choisi.

## Cardinaux α-inaccessibles; cardinaux hyper-inaccessibles
Si α est un ordinal quelconque, un cardinal κ est dit α-inaccessible si κ est inaccessible et si pour tout ordinal β < α, l'ensemble des cardinaux β-inaccessibles inférieurs à κ n'est pas majoré dans κ, et donc de cardinal κ, puisque κ est régulier.
Les cardinaux α-inaccessibles sont des points fixes des fonctions comptant les inaccessibles d'ordre inférieur. Par exemple, soit ψ0(λ) le λ-ième cardinal inaccessible ; alors les points fixes de ψ0 sont les cardinaux 1-inaccessibles. Par récurrence transfinie, soit ψβ(λ) le λ-ième cardinal β-inaccessible, alors les points fixes de ψβ sont les cardinaux (β+1)-inaccessibles (les valeurs de ψβ+1(λ)) ; si α est un ordinal limite, un cardinal α-inaccessible est un point fixe de chaque ψβ pour β < α (la valeur ψα(λ) étant le λ-ième cardinal ayant cette propriété).
On voit facilement que l'axiome des univers implique l'existence d'ordinaux α tels qu'il y ait α ordinaux inaccessibles plus petits (mais ils ne sont pas forcément inaccessibles eux-mêmes, et donc, d'après la définition, pas forcément 1-inaccessibles) ; en effet la fonction φ0 donnant le plus petit ordinal α = φ0(β) tel qu'il y ait β ordinaux inaccessibles < α est normale (en) (contrairement à ψ0), et satisfait donc au théorème du point fixe (en) (pour les ordinaux). En revanche, l'existence d'un ordinal 1-inaccessible est strictement plus forte que l'axiome des univers, comme on l'a vu à la section précédente : si α est le plus petit ordinal 1-inaccessible, Vα est un modèle de ZFCU ne contenant pas de cardinaux 1-inaccessibles. Plus généralement, le même argument montre que si α < β, l'axiome affirmant l'existence d'un cardinal β-inaccessible est strictement plus fort que l'axiome affirmant l'existence d'une classe propre d'ordinaux α-inaccessibles (voir à ce sujet la hiérarchie de cohérence relative des axiomes de grands cardinaux).
Un cardinal κ est dit hyper-inaccessible si κ est κ-inaccessible (il ne peut bien sûr pas être κ+1-inaccessible). Comme précédemment, pour tout ordinal α, on dit qu'un cardinal κ est α-hyper-inaccessible si κ est hyper-inaccessible et si pour tout β < α, l'ensemble des β-hyper-inaccessibles inférieurs à κ n'est pas majoré dans κ. Généralisant ces constructions à la notion d'hyper-hyper-inaccessible (les cardinaux κ qui sont κ-hyper-inaccessibles), puis d'α-hyper-hyper-inaccessible, etc., on aboutit aux cardinaux richement inaccessibles, lesquels sont les cardinaux κ qui sont hyperκ-inaccessibles (une propriété légèrement plus faible que celle qui définit les cardinaux Mahlo (en)).

## Deux caractérisations de l'inaccessibilité à l'aide de la théorie des modèles
D'une part, un cardinal κ est inaccessible si et seulement si κ a la propriété réflexive (en) suivante : pour tous les sous-ensembles U ⊂ Vκ, il existe α < κ tel que {\displaystyle (V_{\alpha },\in ,U\cap V_{\alpha })} est une sous-structure élémentaire de {\displaystyle (V_{\kappa },\in ,U)} (en fait, l'ensemble de ces α est fermé et non majoré dans κ). Cela équivaut à dire que κ est {\displaystyle \Pi _{n}^{0}}-indescriptible (en) pour tous les n ≥ 0.
On peut démontrer dans ZF que ∞ satisfait une propriété réflexive un peu plus faible, pour laquelle la sous-structure (Vα, ∈, U ∩ Vα) n'est exigée « élémentaire » que par rapport à un sous-ensemble fini de formules. La raison ultime de cet affaiblissement est qu'alors que la relation de satisfiabilité {\displaystyle \models } (au sens de la théorie des modèles) peut être définie, la notion de vérité elle-même ne peut l'être, à cause du théorème de Tarski.
D'autre part, ZFC permet de montrer que κ est inaccessible si et seulement si (Vκ, ∈) est un modèle de ZFC au sens de la logique du second ordre. Alors, d'après la propriété de réflexivité précédente, il existe α < κ tel que (Vα, ∈) est un modèle standard de ZFC (considéré comme une théorie du premier ordre). Ainsi, l'existence d'un cardinal inaccessible est une hypothèse plus forte que celle de l'existence d'un modèle standard de ZFC.